# Гидинське сільське поселення
Ги́динське сільське поселення (рос. Гыдинское сельское поселение) — сільське поселення у складі Тазівського району Ямало-Ненецького автономного округу Тюменської області Росії.
Адміністративний центр та єдиний населений пункт — село Гида.
Населення сільського поселення становить 3614 осіб (2017; 3331 у 2010, 2436 у 2002).
Станом на 2002 рік існувала Гидинська сільська рада (селище Антипюата, присілки Матюйсале, Юрібей), пізніше присілки Матюйсале та Юрібей опинились на міжселенній території.